# 小公主莎拉
《小公主莎拉》為日本動畫公司製作的《世界名作劇場》系列第11部的動畫作品。改編自英國作家法蘭西絲·霍森·柏納特的作品《小公主》（A Little Princess）。自1985年1月6日播至同年1985年12月29日（每逢星期日，即由1985年第一個星期日播至1985年的最後一個星期日都有播映），全46集。昭和60年（1985年）日本文化廳兒童電視優秀映畫賞。

## 故事概要
- 1885年在英國倫敦以培養女性聞名的女性寄宿學院明晴女子學院中有一名少女入學，那名少女名叫莎拉．克魯，是英國富翁萊福．克魯的掌上千金。莎拉在年少時失去母親後與她父親克魯相依為命居住在印度，而且她為了要學會當個一位高雅氣質、懂得禮儀的貴婦，因此在父親的安排下到明晴女子學院中溫習。
- 原本莎拉在學院就讀期間深受喜愛下獲得皇室般的愛戴，但在她滿11歲的生日宴會當天接獲父親不但破產且病逝在印度的消息，因此莎拉立刻從高貴的寄宿生轉變成負責打雜的女傭。莎拉儘管遭遇到人情冷暖的事還是以真誠的態度待人以樂觀的心來看待，靠著豐富的想像力來度過逆境，並且相信奇蹟會降臨在自己的身上，後來她結識一位跟父親互為朋友關係、從印度搬到學院對面的建築屋的紳士，最後在父親的朋友的幫助下回歸到正常的生活幫助許多貧困的人。

## 登場人物與配音員陣容

### 主要人物
莎拉‧克魯(Sara Crewe)
配音員：島本須美；香港：樂蔚；台灣：雷碧文（AXN）、傅其慧（精華篇）
女主角，11歲(故事開始時為10歲，在期間滿11歲)，萊福‧克魯的女兒，湯姆‧克里斯福特的養女。黑髮與綠眼是她的象徵，英法籍人(母親是法國人，父親是英國人)。
個性賢慧、溫柔而且擁有善良與堅強性格，無論是在對方的身分貴賤依然對任何人都很親切。
出身於印度，母親在4歲時因病過世自此與父親相依為命，由於經常與家人用法文做些交談，因此非常擅長法文也會講印度話，直到10歲往倫敦留學。
剛開始來到倫敦中的明晴女子學院中溫習也在學院中受到不少的歡迎，但在11-12話在滿11歲時聽聞父親病逝的消息時變得身無分文後決定效法王路易十六之妻、法國王后瑪麗‧安東妮特面對生命的盡頭仍舊保持自尊，即使在13話至43話陷入逆境時也依然很堅強，也曾寫信給印度孟買的警方請求他們調查有關父親病逝的經過，35話時因在外頭淋雨而生病靠著娥門嘉德的姑姑愛麗莎所製作的藥物才能康復。40話在幫忙看顧被狗給攻擊下而受傷的愛蜜莉亞時獲得她遲來的道歉以及聽聞明晴院長在過去所遭遇的經歷，43話中因為收到父親的好友克里斯福特在暗中送來的資助包裹後重新反回教室修補未完成的學業，44-45話在跟克里斯福特說出自己的本名之後被他給領養，最終話在恢復為自己昔往的生活後選擇原諒與寬恕明晴院長和拉維妮亞，並且捐出十萬英鎊的資金作為贊助學院選擇繼續就讀直到完成學業為止，之後在即將踏上返回印度完成父親的遺產手續與探望雙親的墓碑的四個月旅程時，跟幫助自己的好友們替自己送行時向他們約好一定會再次重逢。
原作的結局中轉學至別的學院，動畫中則更改為選擇寬恕別人的過錯，待在明晴學院內繼續完成學業。
萊福‧克魯(Ralph Crewe)
配音員：銀河萬丈；台灣：李香生（AXN）
莎拉的父親，英國人，湯姆‧克里斯福特的好友，已故的妻子是法國人，總是對女兒莎拉非常和善到有點疼愛過頭。
剛開始將莎拉送往明晴學院返回印度，之後和好友克里斯福特發現擁有不少鑽石的礦山時打算經營開採工作，在11話卻在經營的時候因誤聽信生意失敗的消息與罹患猩紅熱的情況下病逝，面臨宣告破產與債權問題的情景，讓莎拉在12話至43話的期間遭遇不少坎坷的對待。後來，他過世的期間已經由克里斯福特負責代為自己填補填空情況令法院撤回原先的破產宣告，再加上鑽石礦山的開發事業已經順利進行令營業額高居不下的情況下恢復轉機，終於讓莎拉在45話能夠恢復為她昔往的生活。
瑪莉亞‧明晴(Maria Minchin)(苗珍[中視版]／名琪)
配音員：中西妙子；香港：盧素娟；台灣：賀世芳（AXN）、謝佼娟（精華篇）
明晴女子學院的院長，愛蜜莉亞的姐姐。
起初性格很自私自利、愛慕虛榮、貪婪無厭更喜愛金錢，直至最後才改變自己的性格。
過去和妹妹愛蜜莉亞在年少時面對父母的離世下成為孤兒被伯母給收養，在碰到許多無情的對待下依然會在自己一邊溫習一邊擔任家庭教師的兼職時將妹妹愛蜜莉扶養成人，雖然好不容易與妹妹愛蜜莉亞開始經營學院，但是卻在長期執著於經營學院的營運下漸漸地變成只把金錢擺在第一而非獲得人心的人。
剛開始很善待出身於富家的莎拉。但在11話聽聞莎拉的父親克魯因病故過後變得身無分文時隨讓莎拉做為學院的女傭，12話後起初讓莎拉住在閣樓的房間與馬廄房任意驅使她，即使40話在莎拉幫妹妹愛蜜莉亞給療傷時依然沒有改善自己對她的行為。後來在43話發現莎拉收到克里斯福特在暗中送給她的包裹時才改變對她的態度，在45話聽聞克里斯福特是莎拉的父親克魯的好友以及看見莎拉恢復為她昔往的生活上感到很震措，加上在被愛蜜莉亞的嚴厲指謫自己明知克魯病故時他的事業依舊順利時卻仍未善待好莎拉的行為感到很後悔，最後話獲得莎拉的原諒與寬恕靠著她捐出十萬英鎊的資金作為贊助下能夠繼續經營學院。
愛蜜莉亞‧明晴(Amelia Minchin)(亞美)
配音員：梨羽由記子；香港：姚天麗；台灣：許雲雲（AXN、精華篇）
明晴院長的妹妹，亦是明晴學院裡的老師，也很善待學生們。
個性很和藹卻軟弱膽小，總是因為姊姊是院長的緣故無法表達出對她的意見，但是曾經歷自己與姐姐在年少時面對父母的離世成為孤兒，後來被伯母給收養後面臨不少無情的對待下依舊成長下去，即使面對姐姐在一邊溫習一邊擔任家庭教師的兼職時教導自己時還是會將她看成自己的母親，雖然成年後好不容易和姐姐獲得經營學院的機會，可是卻面對姐姐在長期為了執著於經營學院的營運下變成把金錢擺在第一而非獲得民心的人感到很痛心。
剛開始與姊姊明晴院長很善待出身富家的莎拉，當莎拉在她父親克魯病故後遭受不堪對待時感到很同情卻無法出手幫她，在40話帶學生們(包含莎拉與佩琪)出去郊遊時被狗給攻擊下受傷，在獲得莎拉的幫忙下決定鼓起勇氣將姐姐明晴院長對她的所有行徑說聲道歉，並且把自己和姐姐明晴院長在過去所遭遇的經歷全部都講給莎拉聆聽。後來在43話因為莎拉收到她父親克魯的好友克里斯福特在暗中送給她的包裹時能夠獲得的認同下繼續溫習時感到很欣慰，45話從姐姐的口中聽聞莎拉獲得克里斯福特的幫助下恢復她昔往的生活時，當場斥責她明知克魯病故時他的事業依舊順利卻仍未善待好莎拉的行為，最終話看到姐姐明晴院長終於獲得莎拉的原諒與寬恕感到很欣慰。
佩琪(Becky)(蓓姬)
配音員：鈴木三枝；香港：林元春；台灣：馬君珮（AXN）、待查（精華篇）
明晴女子學院的女傭也是莎拉知心的好友。本名為「麗貝卡(Rebecca)」。
原作中為無依無靠，曾被姑媽給任意粗魯使喚的經歷，動畫中改為被學院給僱用的鄉下少女。在父親去世後為了幫祖母、母親及弟妹們的生活起居和分攤家務，決定搭上約克郡的艾許菲爾德坐一天的火車來到倫敦的明晴女子學院中工作，因為做事情不太習慣所以經常做事出錯經常遭到欺凌與責罵，甚至常被稱為「灰姑娘佩琪(Cinderella Becky)」
剛開始在工作時被拉維妮亞、潔西與歌特露德給惡意欺凌時被莎拉所救與解圍後對對她很友善，當莎拉面臨她父親去世變得身無分文時後依然會安慰她，還是和彼得稱莎拉為「大小姐」一直不斷出手幫她度過逆境。後來在43話因為莎拉收到她父親克魯的好友克里斯福特在暗中送給她的資助包裹時能夠繼續溫習時感到很欣慰，在45話中聽聞莎拉獲得她父親克魯的好友克里斯福特的幫助下恢復為她昔往的生活中感到很高興，在最終話成為莎拉的近恃並且跟隨著她到印度。

### 明晴女子學院的學生
娥門嘉德‧聖約翰(Ermengarde St.John)(阿勉加[中視版]／阿美加)
配音員：八百坂萬紀；台灣：賀世芳（AXN）
明晴女子學院的學生。聖約翰的女兒兼愛麗莎的姪女。
原作裡的小名為「娥美(Ermie)」。
父親是個大學教授，因為她個性懦弱所以在生日時獲得些書籍，所以常常被父親罵是傻瓜。而愛麗莎姑姑卻對自己很親切。
剛開始由於做什麼事情都不夠細心，也常被拉維妮亞、潔西與歌特露德當作欺凌的對象，後來因為莎拉非常親切的鼓勵著自己因此非常喜歡她。在莎拉變的身無分文時來鼓勵與安慰她，也在莎拉生病時靠著由姑姑愛麗莎所製作的藥讓她能夠康復，在45話和最終話聽聞莎拉獲得她父親克魯的好友湯姆的幫助下恢復為她昔往的生活中感到很欣慰，並在莎拉即將踏上返回印度的旅程時替她送行。
綠蒂‧雷(Lottie Legh)(羅娣)
配音員：渡邊菜生子；香港：孫明貞；台灣：賀世芳（AXN）
明晴女子學院的學生。4歲。學院裡的低年級的學生，雖然個性在母親去世與父親過度疼愛下很會胡鬧，但是也是個善良與勇敢的女孩，
剛開始在胡鬧時令愛蜜莉亞感到不知所措引起莎拉的注意，在莎拉很溫柔的愛護與安慰自己時認為莎拉就像她母親一樣很溫柔，自此喜歡依靠著莎拉稱她為「莎拉母親」。即使在莎拉變的身無分文遭受拉維妮亞的刁難時總是會幫她解圍，在45話和最終話聽聞莎拉獲得她父親克魯的好友湯姆的幫助下恢復為她昔往的生活中感到很欣慰，並在莎拉即將踏上返回印度的旅程時雖然捨不得她的離開，卻依然堅強地替莎拉送行。
拉維妮亞‧賀伯特(Lavinia Herbert)(維妮)
配音員：山田榮子；香港：黃麗芳；台灣：許雲雲（AXN）
明晴女子學院的學生，14歲。美國石油商人賀伯特的女兒，長著雀斑，潔西與歌特露德所奉承的對象。
原作小名為「拉芙維(Lavvie)」。是個擁有高傲自尊心的大小姐，很有主見，有著不輸給任何人的自信。也是明晴女子學院的學生代表。人格高尚的態度像父親，但是個性比較像母親。
剛開始在莎拉成為學生代表時對她產生不滿，在莎拉變的身無分文時跟歌特露德與潔西一直刁難與找她一些麻煩，甚至在自己的父母探望自己時因為想讓莎拉當自己的女傭而被父親給摑掌與斥責番。在最終話聽聞聽聞莎拉的處境恢復為轉好時跟她和解時獲得原諒與寬恕，更在莎拉即將踏上前往印度的旅程時替她送行時雖然說自己將在莎拉回國時將會返回美國，依然跟她說「雖然我們不知道會在何時再度見面，但是在十年後當妳從公主變成女皇時，我那時大概會成為總統的第一夫人吧！」，這句話很明顯地還是依然會把莎拉當成自己的對手。
潔西(Jessie)
配音員：中野聖子→飯塚晴美；台灣：賀世芳（AXN）
明晴女子學院的學生。14歲。總是跟隨著拉維妮亞一起行動的跟班，特徵是有兩個馬尾辮的髮型。擅長模仿明晴院長等人，是個見風轉舵的牆頭草。
剛開始對莎拉成為學生代表時對她產生不滿，在莎拉變的身無分文時跟拉維妮亞與歌特露德一直刁難與找她一些麻煩，最終話在聽聞莎拉的處境恢復為轉好時轉而跑去奉承莎拉，並在莎拉即將踏上返回印度的旅程時替她送行。
歌特露德(Gertrude)(卡露特)
配音員：佐佐木留恩；台灣：馬君珮（AXN）
明晴女子學院的學生。14歲。總是跟隨著拉維妮亞一起行動的跟班，有點胖，特徵是有著馬尾式髮型。擅長構思著些惡作劇的點子，牆頭草的程度也不輸於潔西。
剛開始對莎拉成為學生代表時對她產生不滿，在莎拉變的身無分文時跟拉維妮亞與潔西一直刁難與找她一些麻煩，最終話在聽聞莎拉的處境轉好時跟潔西一樣的舉動並在莎拉即將踏上返回印度的旅程時替她送行。
原作中為很愛戴莎拉，從來沒有加入拉維妮亞與潔西的陣容。
桃爾西拉(Dolcilla)
配音員：津島瑞穗
明晴女子學院的學生。父親是煤礦的職員。
琳達(Linda)
配音員：坂本千夏
明晴女子學院的學生。父親是鐵路公司的技師長。
克莉絲黛兒(Christel)
配音員：梨羽由記子
明晴女子學院的學生。出身於曼徹斯特。
黛安娜(Diana)
明晴女子學院的學生。非常喜歡打扮的少女。
珍妮佛(Jennifer)
配音員：神田和佳
明晴女子學院的學生，莎拉的同學。很愛惡作劇。
佩妮拉薇(Pennelavy)
明晴女子學院低年級的學生。家人是醫生。
珍(Jane)
明晴女子學院低年級的學生。父親是工廠長。
蘇珊(Susan)
配音員：高木早苗；台灣：雷碧文（AXN）
明晴女子學院低年級的學生。出身於軍人家庭。

### 明晴女子學院的老師
迪法傑老師(Monsieur Dufarge)
配音員：上田敏也
被明晴女子學院所雇用的法文老師。剛開始非常喜歡精通法文的莎拉，在莎拉身無分文時還是隨時默默的在一旁幫助與安慰她時送些法文書籍當作安慰禮。因為被拉維妮亞視為眼中釘，在使拉維妮亞難堪後被明晴院長以偏袒莎拉為由沒多久就被迫辭職離開學院。
巴斯卡夫人(Madame Pascal)
繼迪法傑老師之後來到明晴女子學院的法文老師。不過在原作中卻是克里斯福特的律師卡麥可去法國要找的人，原作中曾收養一位叫「艾蜜莉‧卡魯(Emily Carew)」的女孩。

### 明晴女子學院裡工作的人物
瑪麗葉特(Mariette)(瑪莉特)
配音員：高木早苗；台灣：馬君珮（AXN）
在明晴女子學院工作，擔任莎拉的專屬法國女傭，對任何人都很親切。
剛開始被莎拉的父親萊福給雇用擔任照顧莎拉的生活起居，但在12話中當莎拉面臨她父親萊福病故變的身無分文後被辭職轉至別的富人家工作。
茉莉(Molly)
配音員：向殿麻美；香港：方煥蘭；台灣：馬君珮（AXN）
明晴女子學院裡工作的女傭長，詹姆斯的妻子。總是遵從著明晴院長的決定，不過對於在做女傭工作的佩琪都很冷淡與任意地驅使著她(包含遭逢變故的莎拉)。
詹姆斯(James)(傑姆)
配音員：鄉里大輔；台灣：袁光麟（AXN）
明晴女子學院裡工作的廚師。茉莉的丈夫，個性有點兒粗暴，對動物的行徑非常差。

### 克里斯福特家中的人物
湯姆‧克里斯福特(Tom Carrisford)
配音員：仲村秀生；台灣：袁光麟（AXN）
萊福‧克魯的好友，莎拉的養父，住在明晴女子學院的隔壁屋子的中年人。
剛開始與好友萊福在印度發現鑽石礦山時決定經營開發事業，後來罹患熱病時誤聽信生意失敗的消息時感到畏懼而逃避現實，後來在聽聞事業成功的消息時想把此消息告訴好友萊福卻得知他病逝的消息後深感自責，22話-23話中為了要尋好友萊福的女兒並且補償她回到英國倫敦養病期間在搬到明晴女子學院的隔壁屋子，然後雇用卡麥可律師到法國找出好友的女兒的行蹤，在看到莎拉每天的情況時想起好友的女兒隨時都會挨餓與喪命的處境時感到很同情她，因此決定在暗中出手幫助莎拉的期間卻沒想不到她就是自己要找的人，最後在44-45話得知莎拉就是好友萊福的女兒兼自己要找的人後就領養她，並且在最終話委託卡麥可律師找回莎拉的寵物小馬強普與鸚鵡波拿巴，並且跟莎拉返回印度的旅程期間拜訪好友萊福的墓碑時處理他的遺產手續。
拉姆達斯(Ram Dass)
配音員：田中秀幸；香港：黃健強
克里斯福特從印度帶來的服侍男佣人，猴子蘇力亞的主人，身手矯健，是在克里斯福特從印度帶來的佣人中唯一會說英文的人。
與原作相異的是在原作是個中年人，在動畫裡是個年輕人。
31話中剛開始因為要找跑到閣樓的猴子蘇力亞時發現莎拉的禮貌態度與幫助，因此對莎拉非常的親切覺得她很有氣質，在32話後非常注意莎拉的事情非常照顧遇她，並且和助手在莎拉的閣樓房間中為她實現如魔法般的事物。
卡麥可律師(Mr. Carmichael)
配音員：西村知道→屋良有作；台灣：袁光麟（AXN）
克里斯福特的顧問律師。唐納德與珍妮特的父親。
剛開始在32話接受克里斯福特的委託奔走法國尋找他好友萊福的女兒的下落卻未果，之後在44話打算從倫敦的寄宿學校找人時卻沒有發現就讀明晴學院的莎拉正是克里斯福特要找的人。最後在要求莎拉說她的本名時得知她正是克里斯福特要找的對象後跟明晴院長解釋克里斯福特會領養莎拉的理由，並且在最終話接受克里斯福特的委託幫莎拉找回她的寵物小馬強普與鸚鵡波拿巴，並且在莎拉即將踏上返回印度的旅程時替她送行。
卡麥可夫人(Mrs. Carmichael)
配音員：佐佐木留恩
卡麥可的妻子。珍妮特與唐納德的母親。
32話與丈夫一起幫克里斯福特尋找他好友萊福的女兒的下落，44話中聽聞莎拉的本名時得知她是克里斯福特要找的人，最終話中在莎拉即將踏上返回印度的旅程時替她送行。
唐納德‧卡麥可(Donald Carmichael)
配音員：堀江美都子；香港：袁淑珍；台灣：馬君珮（AXN）
卡麥可的兒子，是個善良的男孩。
在18話與莎柆相識曾經對她施與恩惠，之後在42話看見莎拉在賣火柴時就出手就幫她。44話中聽聞莎拉的本名時得知她是克里斯福特要找的人，最終話中在莎拉即將踏上返回印度的旅程時替她送行。
珍妮特‧卡麥可(Janet Carmichael)
配音員：向殿麻美；台灣：馬君珮（AXN）
卡麥可的女兒，唐納德的姊姊。是個有良好禮儀的少女。
在18話和弟弟唐納德與莎柆相識對他與恩惠給莎拉感到很驚訝，44話中聽聞莎拉的本名時得知她是克里斯福特要找的人，最終話中在莎拉即將踏上返回印度的旅程時替她送行。

### 來過明晴女子學院的人物
巴洛律師(Mr. Barrow)
配音員：藤本讓
萊福‧克魯的顧問律師亦是代理人。雖然是個有高雅舉止的紳士，事實上卻是有點態度冷淡的個性與不道德的人。
剛開始負責幫萊福為他女兒莎拉在倫敦的明晴女子學院留學時辦理手續時出資大筆的金錢，但在11話-12話令萊福去世後加上莎拉變的身無分文的情況時對自己失去請求的經費感到很無奈，還把責任全部推給萊福的朋友克里斯福特的身上，只好拿之前投資的東西和莎拉的家具跟寵物當作抵押萊福的「債務」。
全名是「巴洛‧安德‧史吉普華斯」，不知道這名字是怎麼來的，動畫似乎沒提到。原作中的「Barrow & Skipworth」是指巴洛律師和史吉普華斯律師兩人，不過原作中拜訪學院的人只有巴洛律師而已。
賀伯特(Mr. Herbert)
配音員：岸野一彦；台灣：袁光麟（AXN）
拉維妮亞的父親，在美國經營開採石油。
剛開始對女兒拉維妮亞想把莎拉當成她的女傭以及莎拉突變的事有點介意，因此要求莎拉考慮一下，但在聽到莎拉說出她以前的身分時就二話不說當場摑掌拉維妮亞並且斥責她說「妳是吃錯藥啦！妳居然要妳學生當傭人來敗壞賀伯特家的名聲。今後小女不需要有個專屬的女傭，以後也是。」的話來。
賀伯特夫人(Mrs. Herbert)
配音員：瀧澤久美子；台灣：許雲雲（AXN）
拉維妮亞的母親。對於女兒想把莎拉當成她的專門女傭的事情很贊同卻被丈夫反對。
聖約翰(Mr. St.John)
配音員：澤木郁也
娥門嘉德的父親，愛麗莎的哥哥，一位大學教授。經通七國或八國的語言。
對於女兒娥門嘉德遺傳到老是漫不經心的妹妹愛麗莎的性格感到很頭疼，甚至對她說「妳簡直和妳姑姑一樣笨拙。」等話來。曾對明晴院長說「明晴院長，請您好好督促她（娥門嘉德）唸書，不論是歷史或是法文」並且要求她指導娥門嘉德。
市長夫人(Major's Wife)
配音員：花形惠子；台灣：雷碧文（AXN）
對莎拉的事情還有她突變的經歷感到在意的市長夫人(如果作為市長一定也有相當的影響力)。在第25話寫給明晴院長的信上所得知的「法蘭西絲‧米萊(Frances Millay)」的名字時應該就是本人的姓名。
郵差(Postman)
配音員：丸山詠二
送信到明晴女子學院的郵差，通常都是由愛蜜莉亞所接收的信。但在最後出場是在45話莎拉到隔壁找她父親克魯的好友克里斯福特的時候是由佩琪所接收的信。
懷爾德醫生(Dr. Wild)
配音員：槐柳二
在莎拉生病與愛蜜莉亞受傷時幫她們看診的醫生，卻不明原因非常喜愛喝酒。
第一次是在莎拉生病時被學院找來看診卻疑似因為喝醉而誤診，只能靠娥門嘉德的姑姑愛麗莎所製作的藥讓莎拉的病情有所好轉，第二次是在一家酒店被莎拉找來幫忙負責替被狗的攻擊下受傷的愛蜜莉亞給療傷。
吉姆(Jim)
配音員：古谷徹；台灣：賀世芳（AXN）
負責清掃明晴女子學院的煙囪的少年，彼得的朋友。
少年(Boy)
配音員：廣森信吾；台灣：賀世芳（AXN）
彼得認識的朋友，名字不詳。在鎮上販賣玻璃的少年。
當拉維妮亞想拿寫字用的石版對莎拉動粗卻不慎弄壞教室的一塊玻璃，因此被彼得來幫莎拉修復窗戶時到明晴女子學院做生意。後來在修復好窗戶玻璃後接下莎拉從唐納德施捨給她的六個便士（因為莎拉不想讓學院付費的緣故）。

### 莎拉的好友以及莎拉好友的其他親人
彼得(Peter)
配音員：坂本千夏；香港：曾慶珏；台灣：許雲雲（AXN、精華篇）
一位在明晴女子學院工作擔任莎拉專用的馬車夫，出身在倫敦街道的貧窮家庭的善良少年。是動畫中的原創角色，而原著裡面沒有這個角色。
剛開始因為父母受傷與生病的緣故決定代為莎拉專用的馬車夫而被明晴院長給斥責，後來獲得莎拉的父親萊福給雇用擔任莎拉專用的馬車夫，原本跟莎拉相處的融洽也會幫她照顧她的寵物小馬強普，但在12話在莎拉變得身無分文後被解僱轉到在市場裡工作，之後還是會在學院裡出入也會在莎拉買東西感到陷入危難時出手幫她，甚至和佩琪叫莎拉為「大小姐」。後來在最終話在聽聞莎拉獲得她父親克魯的好友湯姆的幫助下恢復為她昔往的生活中感到很欣慰，並且跟卡麥可律師幫莎拉找回她的寵物小馬強普與鸚鵡波拿巴，並且在莎拉即將踏上返回印度的旅程時替她送行。
愛麗莎‧聖約翰(Eliza St.John)
配音員：片岡富枝；台灣：許雲雲（AXN）
聖約翰的妹妹，娥門嘉德的姑姑。除了娥門嘉德外，家裡的都認為自己是個傻瓜，不過她卻是個興趣是製作各種藥品曾治好莎拉的病，在最終話聽聞莎拉獲得她父親克魯的好友湯姆的幫助下恢復她為昔往的生活中感到很欣慰，並在莎拉即將踏上返回印度的旅程時替她送行時送些暈船藥物過來。
有時很容易受到外界刺激，又有的時候就有點健忘，連別人的名字都會記錯因此鬧出不少的樂事。
佩琪的奶奶(Becky's Grandmother)
佩琪、泰迪與瑪莎的奶奶。
由於年邁緣故不太能工作的緣故，令佩琪決定去明晴女子學院中工作。曾在佩琪的回憶中在很冷的下雪天給她一件保暖的披肩，而在佩琪出發時也披著她給的披肩並要她好好照顧身體，9話時佩琪在莎拉的生日快到時把披肩剪下一部份做成「針插座」做為給她的禮物。在佩琪放假回來的時候因為生病無法去迎接她的寶貝孫女，不過對佩琪回來探望自己時還是很高興。
佩琪的母親(Becky's Mother)
配音員：榊原良子；台灣：雷碧文（AXN）
佩琪的母親，名字不詳，對佩琪非常溫柔。
曾在丈夫過世後獨自一人辛苦照顧祖母與扶養三名子女，促使佩琪決定去明晴女子學院中工作。曾在佩琪回來時以為她是被給解雇而回來時感到很驚訝。
泰迪(Teddy)
配音員：伊倉一惠；台灣：賀世芳（AXN）
佩琪的弟弟，是個活潑好動的男孩。
瑪莎(Martha)
配音員：神代智恵；台灣：許雲雲（AXN）
佩琪的妹妹，是個活潑好動的女孩。非常很喜歡姊姊佩琪。
彼得的父親(Peter's Father)
配音員：增岡弘
彼得的父親，剛開始在莎拉在身為富家千金時因為受傷的緣故無法出席，所以請兒子彼得代替自己為莎拉工作。在莎拉變的身無分文時對她遭遇不堪的事感到很擔心，後來在最終話聽聞莎拉獲得她父親克魯的好友湯姆的幫助下恢復為昔往的生活中感到很欣慰，並在莎拉即將踏上返回印度的旅程時替她送行。
彼得的母親(Peter's Mother)
配音員：山田禮子；台灣：賀世芳（AXN）
彼得的母親，在與莎拉見面時因為生病到無法歡迎她的來訪，在莎拉變的身無分文時對她遭遇不堪的事感到很擔心，後來在最終話聽聞莎拉獲得她父親克魯的好友湯姆的幫助下恢復為昔往的生活中感到很欣慰，並在莎拉即將踏上返回印度的旅程時替她送行。

### 倫敦街道上的各式各樣的居民
洋裝店老闆(Owner of the tailor's shop)
配音員：神山卓三
洋裝店的老闆。名字不詳。
剛開始對身為富家千金的莎拉很親切決定將人偶艾蜜莉送給她，在莎拉變的身無分文時對她遭遇不堪的事感到很擔心，此後也有出場好幾次幫助莎拉的困境。
蛋糕店的老闆(Owner of the Cake's shop)
配音員：今西正男
蛋糕店的老闆，是個很和藹可親的人。
花店的阿姨(Flower saleswoman)
配音員：丸山裕子
與彼得認識，是個很好心的阿姨。非常喜歡莎拉總是一直幫助著她。
布朗(Mr. Brown)
配音員：大山高男
麵包店老闆娘（布朗夫人）的丈夫，通常都是妻子負責打點經營的，出場的次數很少。
布朗夫人(Mrs. Brown)
配音員：峰敦子；台灣：許雲雲（AXN）
麵包店的老闆娘。布朗的妻子。第23話「親切的麵包店阿姨」是個伏筆。
第23話中要求剛在路上撿到的錢而困惑的莎拉放心買自己店內的麵包，在看到莎拉處於挨餓的情況下把麵包分給乞丐安妮時大所感動，因而同意讓安妮造訪自己的店內，在最終話收留安妮做為她的學徒。
安妮(Anne)
配音員：本多知惠子；台灣：馬君珮（AXN）
一位乞丐的赤腳少女。
第23話中在下雨時在麵包店外面處於挨餓的情況時收下莎拉的四個麵包被布朗夫人見狀而被收留，最終話在店內工作成為布朗夫人的學徒。
瑪姬(Maggie)
配音員：峰敦子；台灣：賀世芳（AXN）
在製作火柴的工廠的老闆娘，曾出手幫助流落街頭中的莎拉。
美雅麗(Mary)
出外賣火柴回來之後把賣火柴箱卸下來的少女。
老祭司(Priest)
配音員：村松康雄
一位在教會中對莎拉非常友善的的祭司。
剛開始特別注視身為富家千金的莎拉，在莎拉處於變故後遭遇不堪的對待時很關心她，曾在莎拉撿到錢來教會詢問被她的好心所感動時說出：「那一定是上帝為了給像妳這樣貧困的人才會給予的。」的話。

### 其他登場人物
約翰·史特勞斯二世(Johann Strauss II)
通常稱為「小約翰·史特勞斯」的作曲家。
曾被愛蜜莉亞提及在薩伏伊飯店時經常演奏，當時莎拉和她父親萊福未進入明晴女子學院之前下榻於他要演奏的這家飯店。
阿爾弗雷德大帝(Alfred the Great)
被稱為「阿佛列大帝」，也是在莎拉唸的故事想像中的英國早期歷史人物。在西元九世紀時因為與維京人打仗失敗遂而隱瞞真時身分與手下們裝成獵人躲到一戶養牛人的家裡。卻因為疏忽看顧廚房爐子的事讓點心烤焦的情況被女主人給斥責與摑掌番。
曾出場於莎拉在成為低年級學生的法語老師時教到一半時，曾在綠蒂等低年級學生們的要求下講些關於「阿爾弗雷德大帝」的傳記故事(後來在莎拉未教完低年級學生的緣故而被明晴院長給斥責番)。
梅雷迪斯夫人(Lady Meredith)
一位在莎拉居住印度時負責教導她所有學業的女家庭老師，個子很高戴著眼鏡，生氣起來給人的感覺有點嚇人，樣貌跟明晴院長很相似，在故事中並沒有出現只被提及。原作中她也是向莎拉的父親克魯所推薦明晴女子學院的介紹人。
克魯夫人(Mrs. Crewe)
莎拉的母親，萊福‧克魯的亡妻。一位棕髮綠眼的法國人，在莎拉4歲的時候因病去世。只出現在莎拉的回憶還有在莎拉一家人在喀什米爾遊玩的合照相框上。

### 人偶與動物
艾蜜莉(Emily)(艾美)
陪伴莎拉至今的人偶，曾被莎拉給想像成自己不在時會動起來。
剛開始是洋裝店的非賣物品，但後來洋裝店的老闆被莎拉的熱情感動成為專屬她的人偶，即使在莎拉遭逢變故後沒被拿來變賣。
西薩(Cesar)(西查)
配音員：山田榮子
明晴院長所飼養的貓，總是很粗心，甚至在走路時會東張西望到撞到牆壁，也跟莎拉很親近。
強普(Jump)
由專屬拉著莎拉的馬車的小馬，額頭上有白色的菱形斑點，曾被莎拉帶來讓娥門嘉德來騎乘過。
剛開始在莎拉在身為富家千金時被莎拉的父親克魯給購買作為專屬拉著莎拉的馬車的小馭馬，12話中在莎拉遭逢她父親克魯病逝的變故時被巴洛律師給帶走當作抵押克魯的「債務」，直到最終話在莎拉恢復為她昔往的生活時獲得彼得與卡麥可律師的幫助下返回莎拉的身邊。
波拿巴(Bonaparte)(帕魯特)
由莎拉從印度的家所飼養的寵物緋紅金剛鸚鵡，口頭禪是連續叫著莎拉的名字，甚至會叫「莎拉、莎拉」好幾遍，名字的原文是拿破崙的姓氏。
剛開始在莎拉的父親克魯從印度帶到倫敦的明晴女子學院作為陪伴莎拉的鸚鵡，12話中在莎拉遭逢她父親克魯病逝的變故時與強普被巴洛律師給帶走當作抵押克魯的「債務」，直到最終話在莎拉恢復為她昔往的生活時獲得彼得與卡麥可律師的幫助下返回莎拉的身邊。
蘇力亞(Sulya)(拉拉)
拉姆達斯所飼養的猴子，很喜歡惡作劇，曾在莎拉和佩琪居住的閣樓房間裡引起不少的麻煩。
在31話中曾偷跑到莎拉和佩琪居住的閣樓房間中讓莎拉結識自己的主人拉姆達斯。44話在天冷又出去找莎拉而被送回來促使她在45話被克里斯福特給扶養。
波里斯(Boris)
克里斯福特的所飼養類似長毛大型的阿富汗獵犬，在原作中其實是卡麥可律師一家所飼養的狗。
梅爾(Melle)(梅魯)
居住在莎拉的閣樓房間裡飼養的老鼠，牠有妻子和五個孩子。17話中經常陪伴莎拉也和家人時常接受她與佩琪給予的食物。
原作中的名字是「梅奇西德克(Melchisedec)」，另一個名稱「梅爾區(Melchy)」。當時莎拉說的老鼠梅爾區指的是牠，當時參予動畫製作的人員沒有採用這個名字並另外取「梅爾」這名字。莎拉會為牠取名是希望把牠當成家人般來看待。

## 主題歌、插入歌
- 片頭曲『花語呢喃/花のささやき 』(第1話~第46話)
  - 作詞：中西禮、歌：下成佐登子、作曲：森田公一、編曲：服部克久
- 片頭曲『向日葵/ひまわり』(第1話~第46話)
  - 作詞：中西禮、歌：下成佐登子、作曲：森田公一、編曲：服部克久
- 插入歌1『飛向水色的天空』
  - 作詞：荒木豐久、歌：島本須美、作曲：三木隆、編曲：入江純
- 插入歌2『眼淚中的悲傷』
  - 作詞：荒木豐久、歌：島本須美、作曲：三木隆、編曲：入江純

台湾版主题曲由李安 (音樂人)所写。

## 標題播映表
| 話數 | 副標題             | 播映日         | 腳本               | 分鏡       | 演出     | 作畫監督   |
| ---- | ------------------ | -------------- | ------------------ | ---------- | -------- | ---------- |
| 1    | 明晴女子學院       | 1985年1月6日   | 中西隆三           | 黑川文男   | 黑川文男 | 才田俊次   |
| 2    | 洋娃娃艾蜜莉       | 1985年1月13日  | 中西隆三           | 黑川文男   | 黑川文男 | 才田俊次   |
| 3    | 第一次上課         | 1985年1月20日  | 中西隆三           | 坂本雄作   | 黑川文男 | 才田俊次   |
| 4    | 好朋友娥門嘉德     | 1985年1月27日  | 中西隆三           | 黑川文男   | 黑川文男 | 才田俊次   |
| 5    | 愛哭鬼綠蒂         | 1985年2月3日   | 中西隆三           | 坂本雄作   | 黑川文男 | 山崎登志樹 |
| 6    | 灰姑娘佩琪         | 1985年2月10日  | 中西隆三           | 黑田昌郎   | 黑川文男 | 大谷敦子   |
| 7    | 學生代表           | 1985年2月17日  | 中西隆三           | 鈴木幸雄   | 黑川文男 | 山崎登志樹 |
| 8    | 親切的大小姐       | 1985年2月24日  | 中西隆三           | 坂本雄作   | 黑川文男 | 大谷敦子   |
| 9    | 來自印度的信       | 1985年3月3日   | 中西隆三           | 黑川文男   | 黑川文男 | 山崎登志樹 |
| 10   | 兩份禮物           | 1985年3月10日  | 中西隆三           | 黑田昌郎   | 黑川文男 | 才田俊次   |
| 11   | 公主的生日         | 1985年3月17日  | 中西隆三           | 坂本雄作   | 黑川文男 | 山崎登志樹 |
| 12   | 閣樓裡的黑暗房間   | 1985年3月24日  | 中西隆三           | 坂本雄作   | 黑川文男 | 大谷敦子   |
| 13   | 辛苦工作的日子     | 1985年3月31日  | 中西隆三           | 黑川文男   | 黑川文男 | 石井邦幸   |
| 14   | 深夜的客人         | 1985年4月7日   | 中西隆三           | 平林淳     | 黑川文男 | 山崎登志樹 |
| 15   | 鎮上的孩子彼得     | 1985年4月14日  | 中西隆三           | 坂本雄作   | 黑川文男 | 大谷敦子   |
| 16   | 綠蒂的冒險         | 1985年4月21日  | 椋露地桂子         | 坂本雄作   | 黑川文男 | 石井邦幸   |
| 17   | 小朋友梅爾的家族   | 1985年4月28日  | 椋露地桂子         | 黑川文男   | 黑川文男 | 山崎登志樹 |
| 18   | 悲傷的五月桿節     | 1985年5月5日   | 中西隆三           | 腰繁男     | 黑川文男 | 大谷敦子   |
| 19   | 來自印度的呼喊聲   | 1985年5月12日  | 中西隆三           | 黑川文男   | 黑川文男 | 山崎登志樹 |
| 20   | 神秘特別房間的學生 | 1985年5月19日  | 中西隆三           | 腰繁男     | 黑川文男 | 石井邦幸   |
| 21   | 眼淚中的悲傷       | 1985年5月26日  | 中西隆三           | 矢澤則夫   | 黑川文男 | 大谷敦子   |
| 22   | 閣樓裡的派對       | 1985年6月2日   | 中西隆三           | 黑川文男   | 黑川文男 | 山崎登志樹 |
| 23   | 親切的麵包店阿姨   | 1985年6月9日   | 椋露地桂子         | 矢澤則夫   | 黑川文男 | 石井邦幸   |
| 24   | 艾蜜莉的命運       | 1985年6月16日  | 中西隆三           | 黑川文男   | 黑川文男 | 大谷敦子   |
| 25   | 只當一天的灰姑娘   | 1985年6月23日  | 中西隆三           | 黑川文男   | 黑川文男 | 山崎登志樹 |
| 26   | 低年級的小老師     | 1985年6月30日  | 中西隆三           | 岡部英二   | 黑川文男 | 石井邦幸   |
| 27   | 迪法傑老師回國     | 1985年7月7日   | 中西隆三           | 楠葉宏三   | 黑川文男 | 大谷敦子   |
| 28   | 暑假的大騷動       | 1985年7月14日  | 中西隆三           | 岡部英二   | 黑川文男 | 山崎登志樹 |
| 29   | 佩琪回故鄉         | 1985年7月21日  | 中西隆三           | 黑田昌郎   | 黑川文男 | 石井邦幸   |
| 30   | 從印度來的紳士     | 1985年8月4日   | 中西隆三           | 黑川文男   | 黑川文男 | 大谷敦子   |
| 31   | 來到閣樓裡的怪物   | 1985年8月11日  | 中西隆三           | 岡部英二   | 黑川文男 | 山崎登志樹 |
| 32   | 隔壁鄰居的秘密     | 1985年8月18日  | 中西隆三           | 黑川文男   | 黑川文男 | 篠原征子   |
| 33   | 新學期的欺負       | 1985年8月25日  | 中西隆三           | 岡部英二   | 黑川文男 | 大谷敦子   |
| 34   | 暴風雨中的賠償     | 1985年9月1日   | 中西隆三           | 岡部英二   | 黑川文男 | 山崎登志樹 |
| 35   | 快要消失的生命     | 1985年9月22日  | 中西隆三           | 楠葉宏三   | 黑川文男 | 石井邦幸   |
| 36   | 魔法的開始         | 1985年9月29日  | 中西隆三           | 吉田健二郎 | 黑川文男 | 大谷敦子   |
| 37   | 閣樓裡的大騷動     | 1985年10月6日  | 中西隆三           | 矢澤則夫   | 黑川文男 | 山崎登志樹 |
| 38   | 被破解的魔法       | 1985年10月13日 | 中西隆三           | 鈴木幸雄   | 黑川文男 | 石井邦幸   |
| 39   | 馬廄的寒冷夜晚     | 1985年10月20日 | 中西隆三           | 矢澤則夫   | 黑川文男 | 大谷敦子   |
| 40   | 愛蜜莉亞老師的眼淚 | 1985年10月27日 | 中西隆三           | 鈴木幸雄   | 黑川文男 | 山崎登志樹 |
| 41   | 妖精們的派對       | 1985年11月3日  | 中西隆三           | 鈴木孝義   | 黑川文男 | 石井邦幸   |
| 42   | 雪日中被趕出學校   | 1985年11月10日 | 中西隆三、鐮田秀美 | 樋口雅一   | 黑川文男 | 大谷敦子   |
| 43   | 幸福美好的小包裹   | 1985年12月8日  | 中西隆三           | 鈴木孝義   | 黑川文男 | 山崎登志樹 |
| 44   | 喔喔！是這個孩子！ | 1985年12月15日 | 中西隆三           | 鈴木孝義   | 黑川文男 | 石井邦幸   |
| 45   | 明晴院長的後悔     | 1985年12月22日 | 中西隆三           | 鈴木孝義   | 黑川文男 | 大谷敦子   |
| 46   | 期待再次相見       | 1985年12月29日 | 中西隆三           | 鈴木孝義   | 黑川文男 | 山崎登志樹 |

## 媒體展開

### 其他
- 日本國有鐵道在1985年發行紀念母親節的乘車票。
- 麗佳娃娃的動畫朋友小公主莎拉
  - 從寶發行的麗佳大小的莎拉娃娃。

## 相關項目
- 小公主
- 小公主莎拉

## 外部連結
- （日語） 小公主莎拉博物館 （页面存档备份，存于）
- 互联网电影数据库（IMDb）上《小公主莎拉》的资料（英文）